# Moro Anghileri
Mariana Anghileri (Junín, Buenos Aires; 14 de abril de 1977), más conocida como Moro Anghileri, es una actriz y directora de teatro argentina. Su nombre artístico proviene de una forma coloquial y abreviada de la palabra «morocha».
Recibió el Premio Cóndor de Plata 2005 a Revelación femenina por su papel en la película Buena vida-Delivery.

## Trabajos

### Cine
| Año  | Título                       | Personaje       | Notas             |
| ---- | ---------------------------- | --------------- | ----------------- |
| 2001 | Sábado                       | Natalia         |                   |
| 2003 | Vida en Marte                | Romina          |                   |
| 2003 | Nadar solo                   | Mariana         |                   |
| 2004 | Buena vida-Delivery          | Patricia "Pato" |                   |
| 2004 | Si no me ahogo               | Fernanda        |                   |
| 2005 | Ronda nocturna               | Cecilia         |                   |
| 2005 | Medianeras                   | Ella            | Cortometraje      |
| 2006 | Lifting de corazón           | Delia           |                   |
| 2007 | El salto de Christian        | Lucía           |                   |
| 2007 | El pasado                    | Vera            |                   |
| 2008 | Clarisa ya tiene un muerto   | Clarisa         | Película española |
| 2008 | Yo soy sola                  | Inés            |                   |
| 2008 | Sangre del Pacífico          | Paula           |                   |
| 2010 | Aballay                      | Juana           |                   |
| 2010 | Aire solo sería              | María           | Cortometraje      |
| 2012 | Camino avanzado              | Lina            | Cortometraje      |
| 2014 | La corporación               | Luz             |                   |
| 2015 | Kryptonita                   | Lu              |                   |
| 2016 | El muerto cuenta su historia | Lucila          |                   |
| 2017 | Nadie nos mira               | Sofía           |                   |
| 2018 | Mi mejor amigo               | Camila          |                   |
| 2020 | La casa de palos             | Ilora           |                   |
| 2021 | Al tercer día                | Cecilia         |                   |
| 2021 | Santa                        | Laura           |                   |
| 2021 | Vida comienza, vida termina  | Sol             |                   |
| 2021 | Punto rojo                   | Paula           |                   |
| 2022 | Mega y yo                    | Ella misma      | Cortometraje      |
| 2022 | Legiones                     | Clara           |                   |

### Televisión
| Año       | Título                             | Personaje              | Notas                                             |
| --------- | ---------------------------------- | ---------------------- | ------------------------------------------------- |
| 1998      | Chiquititas                        | Nora                   | Participación especial                            |
| 1999      | Gasoleros                          | Paloma                 | Participación especial                            |
| 2001      | El sodero de mi vida               | Cora                   | Participación especial                            |
| 2001      | Por ese palpitar                   | Catalina Cohen         | Recurrente                                        |
| 2002      | Tiempo final 3                     | Luz                    | Episodio: "El vampiro"                            |
| 2002      | Tumberos                           | Carla                  | Participación especial                            |
| 2003      | Hospital público                   | Violeta                | Participación especial                            |
| 2003      | Sol negro                          | Jimena                 | Recurrente                                        |
| 2004      | Sangre fría                        | Josefina               | Recurrente                                        |
| 2005      | Numeral 15                         | Carolina               | Episodio: "Sin credito"                           |
| 2006      | Soy tu fan                         | Mia                    | Participación especial                            |
| 2006      | Sos mi vida                        | Debora "La Cobra"      | Participación especial                            |
| 2006      | Mujeres asesinas 2                 | Olga                   | Episodio: "Mercedes, virgen"                      |
| 2008      | Socias                             | Nina                   | Participación especial                            |
| 2009-2010 | Ciega a citas                      | Karina Marquesi        | Recurrente                                        |
| 2011      | El pacto                           | Lidia Escudero (joven) | Participación especial                            |
| 2011      | Gigantes                           | Laura                  | Episodio: "Pueblo Liebeg"                         |
| 2012      | Amores de historia                 | Leticia                | Episodio: "Andrés y Leticia (1 de julio de 1974)" |
| 2013      | Historia clínica                   | María Josefa           | Episodio: "Manuel Belgrano: "Ay, patria mía""     |
| 2013      | Ecos                               | Carolina Guzman        | Elenco principal                                  |
| 2013      | Flor del Caribe                    | Cristal                | Elenco secundario                                 |
| 2014      | Las 13 esposas de Wilson Fernández | María Teresa           | Participación especial                            |
| 2015      | Cromo                              | Érika                  | Elenco secundario                                 |
| 2015      | Los siete locos y los lanzallamas  | Aurora                 | Elenco secundario                                 |
| 2015      | Se trata de nosotros               | Juana Pisque           | Episodio: "Una aguja en un pajar"                 |
| 2016      | Nafta Súper                        | Lu                     | Elenco principal                                  |
| 2019      | Campanas en la noche               | Sonia                  | Recurrente                                        |
| 2022      | El encargado                       | Paola                  | Elenco principal                                  |

### Teatro
| Año       | Obra                     | Personaje      |
| 1998      | Mujeres de carne podrida |                |
| 2000      | Anita y su libro         | Mabel Prokosky |
| 2001      | Mala yerba               | Margarita      |
| 2005      | Regimen de pueblo        | Lucila         |
| 2008-2009 | La cabaña                | Teresa         |
| 2009      | Los 39 escalones         | Anabela        |
| 2010      | Petroleo                 | Elena          |
| 2010      | La caza del amor         | María          |
| 2011      | Cartas para un criminal  | Soledad        |
| 2011      | Cara de fuego            | Julia          |
| 2012      | El zoo de cristal        |                |
| 2013      | Animales                 | Natalie        |
| 2015-2018 | La sangre de los arboles | Ana            |
| 2016      | Deseo                    | Paula          |
| 2017      | Viviendas                | Malena         |
| 2018      | Baño de mujeres          | Silvia         |
| 2019      | Madre coraje             | Luisa          |
| 2019      | Cuando llueve            |                |

| Año  | Obra      |
| 2000 | 3EX       |
| 2017 | El grifo  |
| 2018 | Viviendas |

## Premios
- Premios Cóndor de Plata 2005: Revelación femenina (Buena vida-Delivery)
- Muestra de Cine Latinoamericano de Cataluña 2011: Mejor actriz (Aballay)
- Premios Sur 2012: Mejor actriz (Aballay)

| Año  | Premio                | Categoría        | Programa | Resultado |
| ---- | --------------------- | ---------------- | -------- | --------- |
| 2011 | Premios Martín Fierro | Mejor Revelación | El pacto | Nominada  |